# Homo steinheimensis

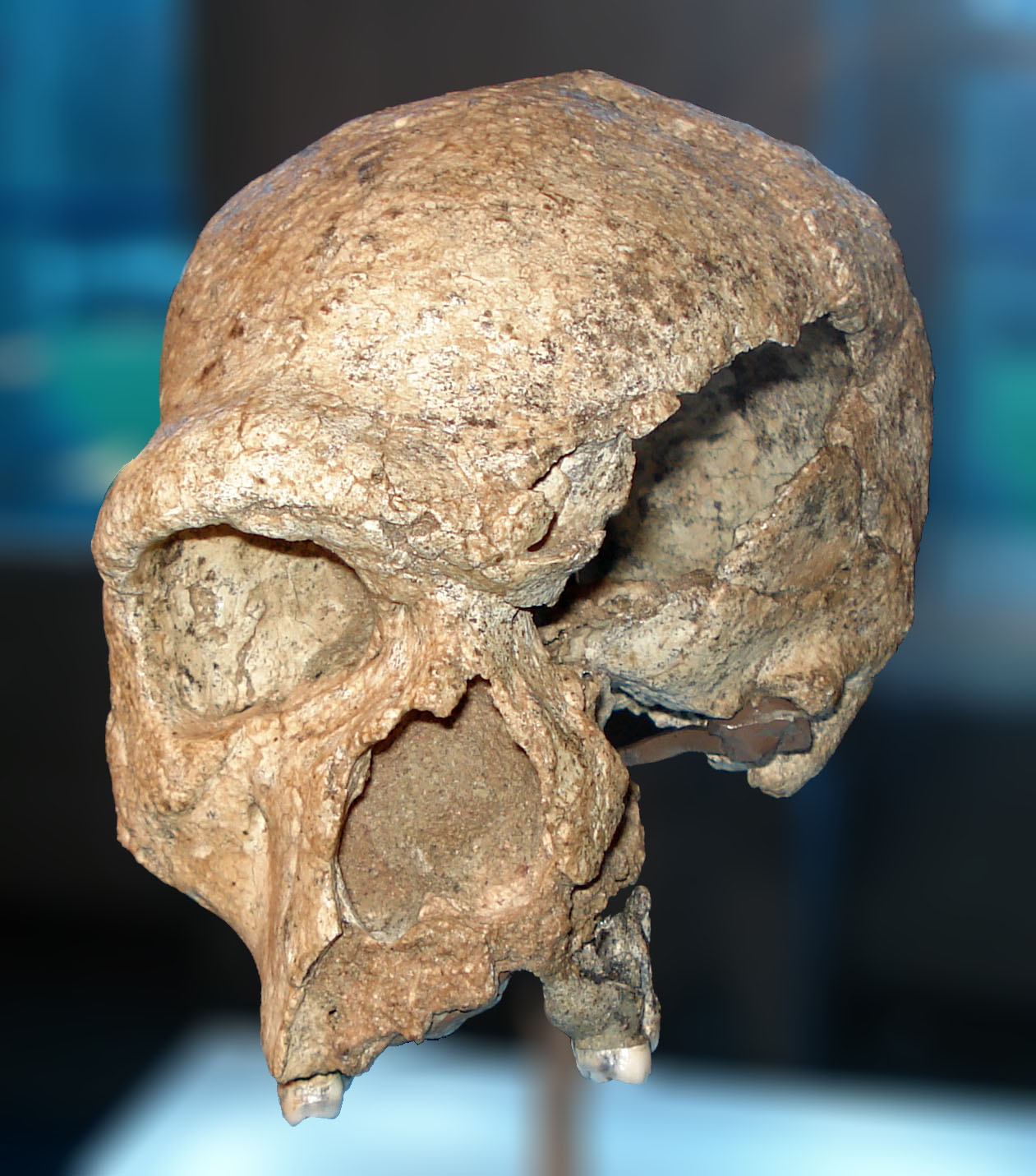
Homo steinheimensis (Original), Staatliches Museum für Naturkunde Stuttgart

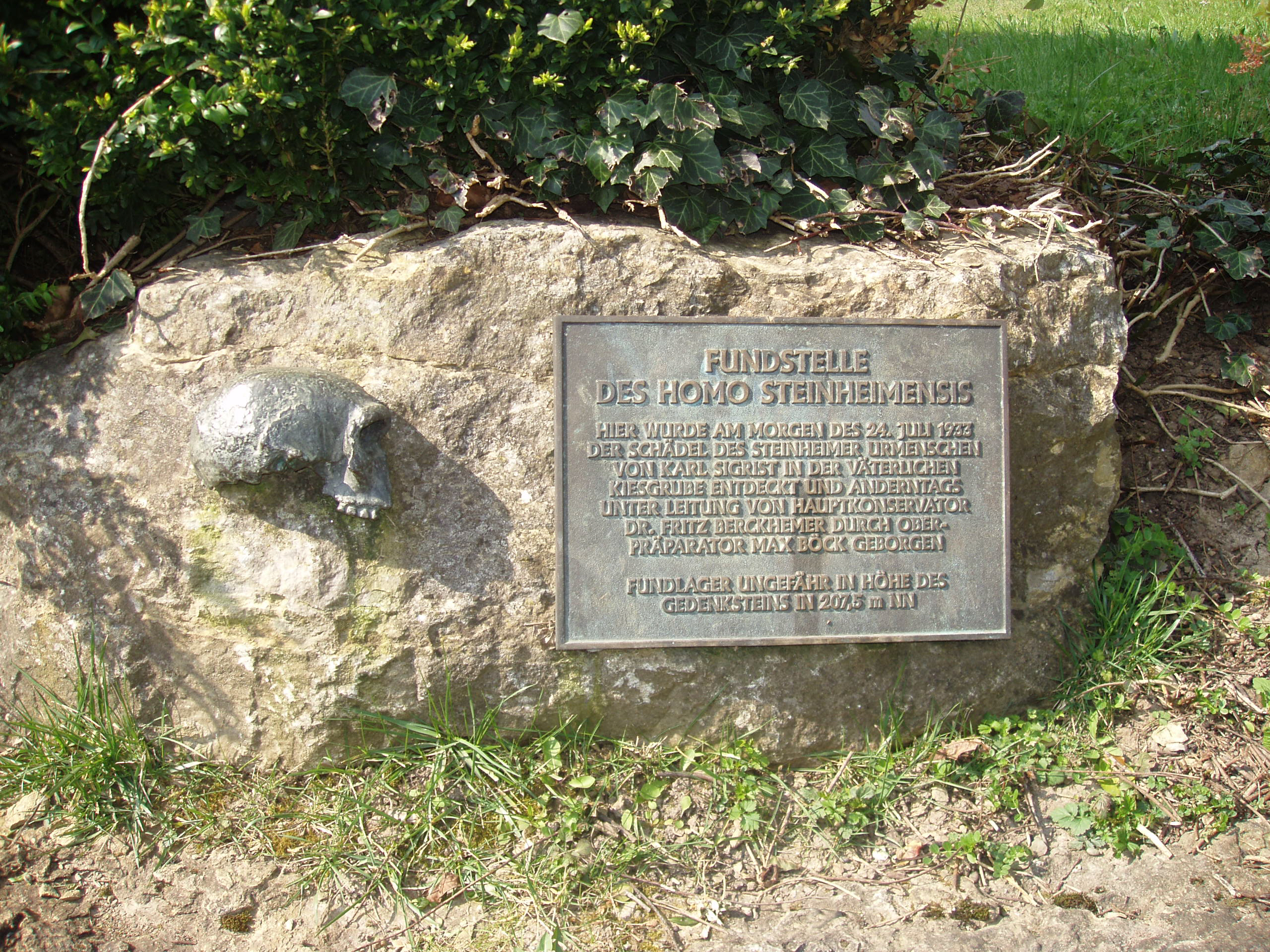
Gedenkstein am Fundort

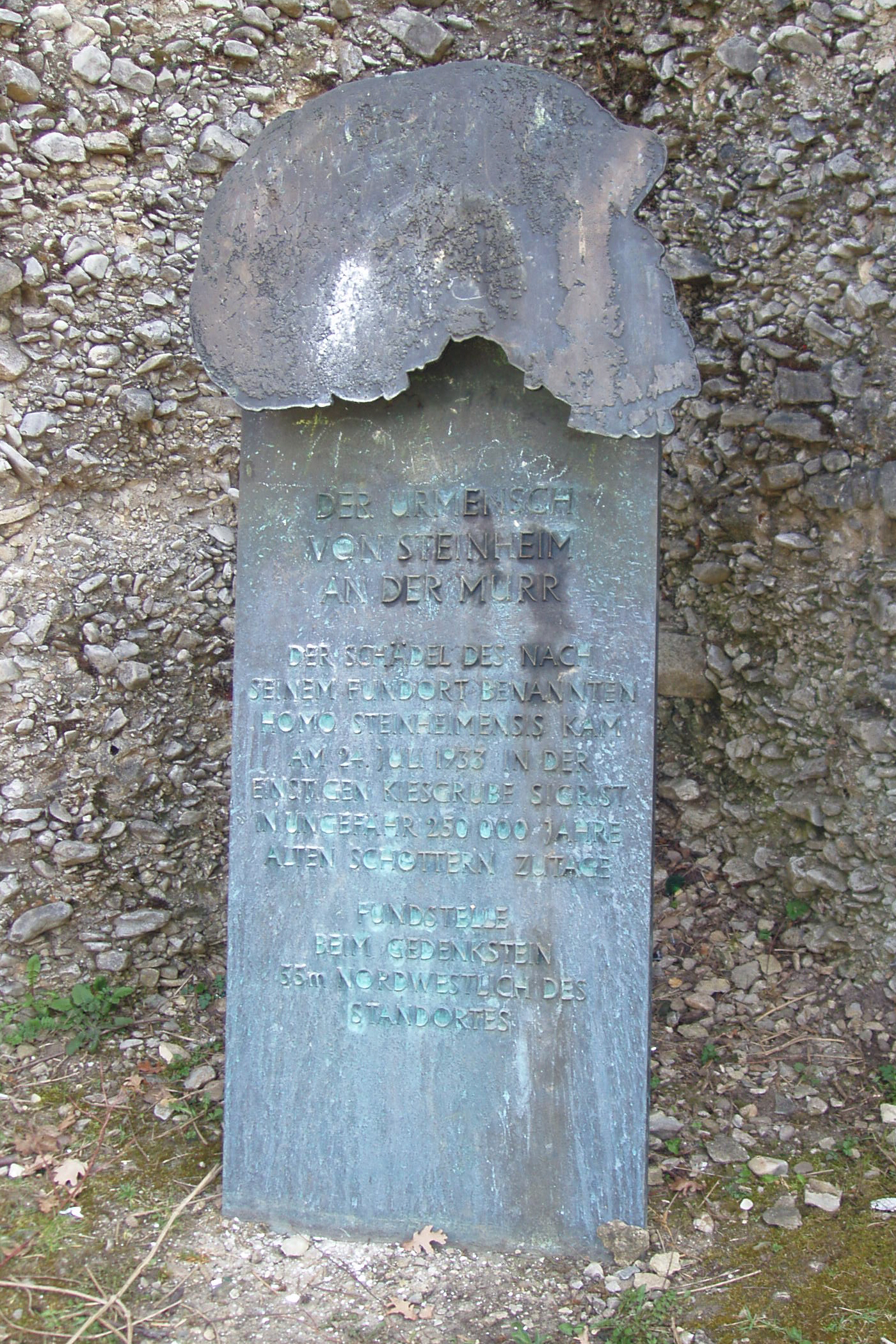
Gedenksäule in der Nähe des Fundortes

Homo steinheimensis („Urmensch von Steinheim“) ist die Bezeichnung für einen fossilen Schädel, der am 24. Juli 1933 in Steinheim an der Murr in der Mitte einer 15 Meter hohen Kieswand der Sigristschen Kiesgrube von Karl Sigrist beim Kiesabbau gefunden wurde. Der Schädel gehörte vermutlich einer circa 25 Jahre alten Frau, die in der Holstein-Warmzeit lebte, also vor etwas mehr als 300.000 Jahren (Sauerstoff-Isotopenstufe MIS 9).
Der Originalfund liegt heute im Museum am Löwentor in Stuttgart in einem Stahlschrank. Eine Nachbildung wird im Urmensch-Museum in Steinheim ausgestellt.

## Taxonomische Einordnung
Der „Urmensch von Steinheim“ ist ein Einzelfund. Die Bezeichnung „Homo steinheimensis“ wurde erstmals 1936 von Fritz Berckhemer verwendet und ist als bloßer Verweis auf den Fundort des Fossils zu verstehen, kennzeichnet jedoch keine Art, ist also kein Taxon. Der Schädel zeigt sowohl Merkmale des Homo heidelbergensis als auch des Neandertalers. Er wird daher von den meisten Paläoanthropologen zu Homo heidelbergensis gestellt und ist vermutlich eine Übergangsform von Homo heidelbergensis zum Neandertaler, wofür gelegentlich auch die Bezeichnung „Prä-Neandertaler“ benutzt wird. Für diese taxonomische Einordnung spricht unter anderem, dass das Innenohr des Fossils ein Merkmal aufweist, das Neandertaler und Homo sapiens besonders trennscharf unterscheidet: Die Lage der Bogengänge des Innenohrs im Felsenbein der Schädelbasis gleicht der Lage beim Neandertaler, während die Bogengänge des älteren Homo erectus denen des Homo sapiens näher stehen.
Bis in die späten 1980er-Jahre wurde das Fossil gelegentlich auch als Homo sapiens steinheimensis bezeichnet, da man seinerzeit auch den als Homo sapiens neanderthalensis bezeichneten Neandertaler als Unterart neben den anatomisch modernen Menschen (Homo sapiens sapiens) stellte. Heute hingegen gehen die Paläoanthropologen davon aus, dass Neandertaler und Mensch sich unabhängig voneinander aus einem gemeinsamen Vorfahren (d. h. nicht-sapiens-Vorfahren, meist wird für diesen Homo erectus angenommen) entwickelten und daher als zwei eigenständige Arten anzusehen sind: Homo neanderthalensis und Homo sapiens. Ähnlichkeiten zwischen diesen beiden Arten werden auf Parallelentwicklung (Konvergenz) und – bei späten Neandertalern – auf gelegentlichen Genfluss vom anatomisch modernen Menschen zum Neandertaler zurückgeführt.

## Fund
Bereits vor diesem Fund wurden in der Kiesgrube viele archäologische Objekte, wie beispielsweise Knochen von Elefanten, Riesenhirschen, Nashörnern und Wildpferden, aus dem Pleistozän gefunden und von wissenschaftlicher Seite ausgewertet. Daher waren die Mitarbeiter im Steinbruch bereits sensibilisiert auf mögliche Knochenfunde eines Vertreters der Gattung Homo. Als nun in der Abraumwand ein knochenheller Fleck von Sigrist gesichtet wurde, schickte man gleich nach einem Paläontologen vom Stuttgarter Naturalienkabinett (heute: Staatliches Museum für Naturkunde Stuttgart). Fritz Berckhemer reiste noch am gleichen Tag an und begutachtete den noch in der Wand verborgenen Fund.
Am nächsten Tag begann Berckhemer zusammen mit dem Präparator Max Böck die vorsichtige Freilegung. Gleich war klar, auf Grund der Form und Maße des Schädels, dass es sich nicht um einen Affen handelte, wie zunächst vermutet wurde, sondern um den Jahrhundertfund eines menschlichen Schädels aus dem Pleistozän. Der Schädel wurde grob gesäubert, gehärtet und eingegipst und so wohlbehalten in die Württembergische Naturaliensammlung, das heutige Staatliche Museum für Naturkunde gebracht.

## Auswertung des Fundes

### Geschlecht und Alter
Aus dem relativ dünnwandigen und insgesamt grazil wirkenden Schädel, der ein Hirnvolumen von circa 1.100 cm³ aufweist, wurde auf das Geschlecht einer Frau geschlossen. Die Abnutzung und der Durchbruch des Gebisses ließen auf ein Lebensalter von etwa 25 Jahren schließen.

### Todesursache
Die Fraktur auf der linken Stirnseite wurde zunächst 1933 als Verletzung infolge einer gewaltsamen Einwirkung gedeutet. Es wurde vermutet, dass die Frau mit einer stumpfen Waffe getötet worden war. Der Kopf wurde entsprechend dieser Annahme anschließend vom Rumpf getrennt und das Hinterhauptloch stark erweitert, um an das Hirn der Frau zu gelangen und es in einer Kulthandlung zu verspeisen (vgl. Kannibalismus in der Vor- und Frühgeschichte). Eine Untersuchung mit mikroskopischen Methoden kam 1996 hingegen zu dem Schluss, dass auch Beschädigung durch Umlagerung und Transport im Sediment die Läsion erklären könne. Der im Jahr 2003 festgestellte Hirntumor scheidet als Todesursache eher aus.

### Ältester Nachweis eines Hirntumors
Eine Arbeitsgruppe der Eberhard Karls Universität Tübingen veröffentlichte nach einer Neuuntersuchung des Schädels im Jahr 2003 eine Arbeit, aus der hervorgeht, dass die Besitzerin des Schädels an einem Meningeom, einem Tumor der Spinnengewebshaut (Arachnoidea), litt.
Der langsamwachsende Tumor hatte die Größe von 51 mm × 43 mm × 25 mm und ein Volumen von 29 ml. Er verursachte möglicherweise Kopfschmerzen. Neurologische Ausfallerscheinungen wie hemi- oder paraparetische (als Mantelkantensyndrom) Lähmungen sind denkbar. Aufgrund des allgemein verdrängenden und langsamen Wachstums von Meningeomen ist es auch möglich, dass die Frau gar keine neurologischen Ausfälle hatte. Ob der Tumor bei dieser Größe und dem kleineren Schädelvolumen des Steinheim-Menschen letztlich auch als Todesursache gelten muss, ist nicht klar rekonstruierbar.
Da Meningeome sehr selten sind (altersabhängig zwei bis neun Erkrankungen auf 100.000 heutige Menschen), ist diese Entdeckung an einem fossilen Schädel bei einer kleinen Population (10.000 werden angenommen) eine Besonderheit. Es handelt sich um den frühesten Nachweis eines Meningeoms und auch um den ersten Nachweis bei Vertretern der stammesgeschichtlich älteren Arten der Gattung Homo.

## Leben und Umwelt
Bei den Funden in Steinheim wurden keine weiteren Artefakte der Menschen gefunden, keine weiteren Knochen und auch keine Werkzeuge wie z. B. Steinwerkzeuge, Knochengeräte oder Ähnliches. Dennoch kann davon ausgegangen werden, dass auch die Frau aus Steinheim solche Werkzeuge herstellen und damit arbeiten konnte. Beleg dafür ist z. B. ein Fund etwa gleichen Alters von Swanscombe, dem „swanscombe man“, bei dem man einige Faustkeile aus der Kultur der Acheuléen gefunden hat.

## Belege
1. ↑  Karl Dietrich Adam: Der Urmensch von Steinheim an der Murr und seine Umwelt – Ein Lebensbild aus der Zeit vor einer viertel Million Jahren. Seite 4 ff.
2. ↑  Steinheimer Urmensch. (Memento vom 27. Juni 2018 im Internet Archive) Im Original publiziert vom Förderverein Urmenschmuseum
3. ↑  Martin Street, Thomas Terberger und Jörg Orschiedt: A critical review of the German Paleolithic hominin record. In: Journal of Human Evolution. Band 51, Nr. 6, 2006, S. 551–579 [hier: S. 554], doi:10.1016/j.jhevol.2006.04.014.
4. ↑  Fritz Berckhemer: Der Urmenschenschädel aus den zwischeneiszeitlichen Fluß-Schottern von Steinheim an der Murr. In: Forschungen und Fortschritte. Nachrichtenblatt der Deutschen Wissenschaft und Technik. Jahrgang 12, Nr. 28, Berlin 1936, S. 349–350.
5. ↑  Jean-Jacques Hublin: Die Sonderevolution der Neandertaler. Spektrum der Wissenschaft, Juli 1998, Seite 56 ff.
6. ↑  Reinhard Ziegler: 4 Millionen Jahre Mensch. Spektrum der Wissenschaft, Mai 1999, Seite 130 ff.
7. ↑  Chris Stringer: The Origin of Our Species. Penguin / Allen Lane, 2011, S. 60. ISBN 978-1-84614-140-9.
8. ↑  Jörg Orschiedt: Manipulationen an menschlichen Skelettresten. Taphonomische Prozesse, Sekundärbestattungen oder Kannibalismus? Tübingen 1999, S. 60.
9. ↑  Jörg Orschiedt: Zur Frage der Manipulationen am Schädel des „Homo steinheimensis“. In: Joachim Hahn, Ingo Campen, Margarethe Uerpmann (Hrsg.) Spuren der Jagd – Die Jagd nach Spuren. Festschrift Prof. H. Müller-Beck (= Tübinger Monographien zur Urgeschichte, 11), Tübingen 1996, S. 467–472.
10. 1 2 3  Alfred Czarnetzki, Erwin Schwaderer, Carsten M. Pusch: Fossil record of meningioma. In: Lancet. Band 362, Nummer 9381, August 2003, S. 408, ISSN 1474-547X. doi:10.1016/S0140-6736(03)14044-5. PMID 12907030; siehe dazu auch Tübinger Forscher finden erstmals Schädeltumor bei frühen Menschen, Pressemitteilung der Universität Tübingen, 11. August 2003, und das CT-Schnittbild des Schädels (archivierte Webseite).

Koordinaten: 48° 58′ 6″ N, 9° 16′ 34″ O